# Crucero de batalla (Starcraft)
El Crucero de Batalla Behemoth es la unidad más poderosa de la raza terran. Sus 500 puntos de vida y cargado con su baterías láser ATA hacen que este coloso de los aires sea perfecto en batallas. Es una máquina duradera si es que se le mantiene al día en su mejoras, aunque su costo elevado ha llevado a que se use muy poco en batalla.
Tiene una habilidad especial llamada Yamato, la cual concentra el ataque nuclear en un poderoso rayo. En StarCraft II tendrá otras dos habilidades especiales más, las cuales serán:
- La matrix: un escudo de energía temporal.
- Ráfaga de cohetes: una habilidad en la cual lanza una ráfaga de varios misiles en una zona que daña exclusivamente unidades y edificios en aire en el área.

## Rango Militar
Son tripulados por soldados Terrans pero quien manipula la nave es el Comodoro, quien es el que manda a los otros terran.

## Héroes
El crucero de batalla ha sido usado numerosas veces por generales y comandantes, pero los cruceros de batallas que ellos usan son de mayor blindaje y mayor poder de ataque.
Entre ellos figuran:
- Jim Raynor
- Acturus Mengsk
- Gerard DuGalle, entre otros.

## Armas
El crucero de batalla tiene diversas armas, entre las cuales se encuentran:

### Baterías Láser ATA
- Tipo de ataque: Aéreo
- Daño: 25 (34 con mejoras)
- Características: Ataque lento en cargar, pero efectivo contra unidades aéreas lentas.

### Baterías Láser ATS
- Tipo de daño: Terrestre
- Daño: 25 (34 con mejoras)
- Características: Ataque lento en cargar, pero efectivo contra unidades terrestres lentas.

### Especial: "Cañón Yamato"
- Daño: 250
- Energía necesaria: 150 de energía.
- Tipo de ataque: Aéreo y terrestre
- Características: Canalizando la energía nuclear, y del ambiente, el crucero de batalla crea una esfera nuclear que al lanzarla destroza a unidades débiles y más o menos fuertes, en las que se encuentran: Mariners, Firebat (Murciélagos de Fuego), Médicos, Zerlings, Hidraliscos, VCE, Sonda, Drone(Zángano), Zealot, étc...

## Starcraft II
En la segunda entrega de Starcraft, el crucero de batalla es mejorado, mejorando su armadura, y añadiendo una nueva habilidad en la cual el crucero dispara más rápido y seguido a través de sus ocho baterías láser.

## Fuente
- El juego en sí, versión 1.15.2.1 portable (www.blizzard.com)

- Datos: Q5792281